# فوقس زقياني
فوقس زقياني (الاسم العلمي: Ascophyllum) هو جنس من الطلائعيات يتبع فصيلة الفوقسية من رتبة الفوقسيات.

## أنواع الزقياني
هناك نوع واحد من الفوقس الزقياني هو:
- فوقس عقدي